# Käthe-Kollwitz-Gymnasium (Berlin)
Das Käthe-Kollwitz-Gymnasium ist ein MINT-Gymnasium in der Dunckerstraße 65/66 im Berliner Ortsteil Prenzlauer Berg. Die Schule steht gut einen Kilometer entfernt vom ehemaligen Wohnort der Künstlerin Käthe Kollwitz, dem heutigen Kollwitzplatz.
Schülerinnen und Schüler werden in den Jahrgängen 5 und 7 aufgenommen. Es gibt ein breites Angebot, das über das Profil als Schule mit besonderer Betonung der Mathematik, der Naturwissenschaften und der Informatik deutlich hinausgeht. Es gibt ein Förderprogramm Mädchenförderung im MINT Bereich mit dem Mädchen ihre mathematisch-naturwissenschaftlichen Fähigkeiten ausbauen sollen.
Das Käthe-Kollwitz-Gymnasium gehörte bei der Neuanmeldung für das Schuljahr 2024/25 zu den gefragtesten Gymnasien Berlins.

## Geschichte

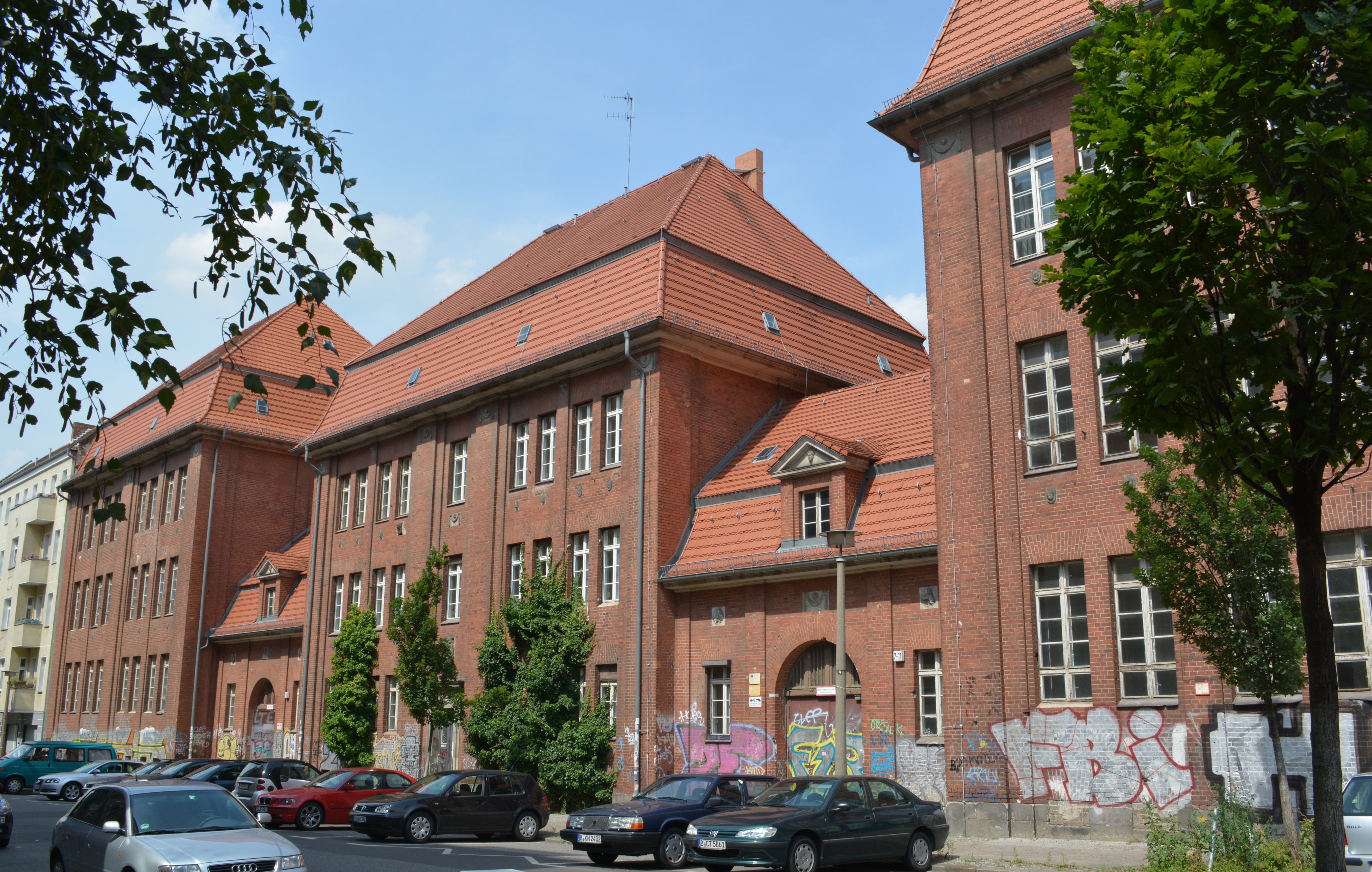
Ursprüngliches Schulgebäude in der Pasteurstraße 7–11

Die Geschichte der Schule beginnt mit der Gründung der 3. Oberrealschule von Berlin im Jahr 1906. Die Schule befand sich zunächst in der Gemeindeschule in der Choriner Straße 74. 1910 zog sie als Königstädtische Oberrealschule mit 24 Klassen und 710 Schülern unter der Leitung des ersten Direktors, Oberstudienrat Paul Mellmann, in einen von Ludwig Hoffmann errichteten Bau in der Pasteurstraße 7–11. Zur Ausstattung gehörte ein Turm für Pendel- und Fallversuche, auf dem sich unter einer Kuppel ein Teleskop und eine Armillarsphäre befanden. Schon in den 1920er Jahren zeichnete sich die Schule durch bemerkenswerte naturwissenschaftliche Leistungen aus.
Am 30. Mai 1938 erhielt die Schule den Namen Blücher-Schule, Oberschule für Jungen. Nach einer Unterbrechung am Kriegsende wurde der Unterrichtsbetrieb wieder aufgenommen. Das Teleskop hatte die sowjetische Besatzungsmacht demontiert, die fest eingebaute Armillarsphäre unter der Kuppel war erhalten geblieben. Während eine in dem Gebäude eingerichtete Mädchenschule am 25. April 1946 den Namen der Künstlerin Käthe Kollwitz erhielt, wurde die Jungenschule nach dem Straßenpatron Louis Pasteur Pasteur-Oberschule für Jungen benannt. Im Jahr 1948 wurden an beiden Schulen Aufbauklassen eingerichtet, in denen besonders Begabte nach achtjährigem Volksschulbesuch zum Abitur geführt wurden. 1951 schlossen sich Mädchen- und Jungenschule zur EOS Käthe Kollwitz mit einer mathematisch-naturwissenschaftlichen Ausrichtung zusammen. Die Leitung übernahm der erst 23-jährige Heiner Rasmuß (* 1927), ein junges SED-Mitglied aus dem Widerstand gegen den Nationalsozialismus, der den Aufbau der FDJ-Organisation an der Schule förderte und im gleichen Jahr das Freizeit- und Erholungszentrum Wuhlheide gründete. Später wurde die Schule von Antje Reese, Albrecht Kuhn, Günter Voigtländer und Manfred Wensky geleitet. Anfang der 1960er Jahre fiel die Schulbibliothek einer DDR-weiten Zerstörungsaktion zum Opfer. 1975 erhielt die Schule einen modernen Neubau im Plattenbau-Stil. Am 27. Oktober erfolgte der Umzug in die John-Schehr-Straße 38. Seit 1972 stand eine Käthe-Kollwitz-Plastik des Künstlers Rolf Winkler vor der Schule.

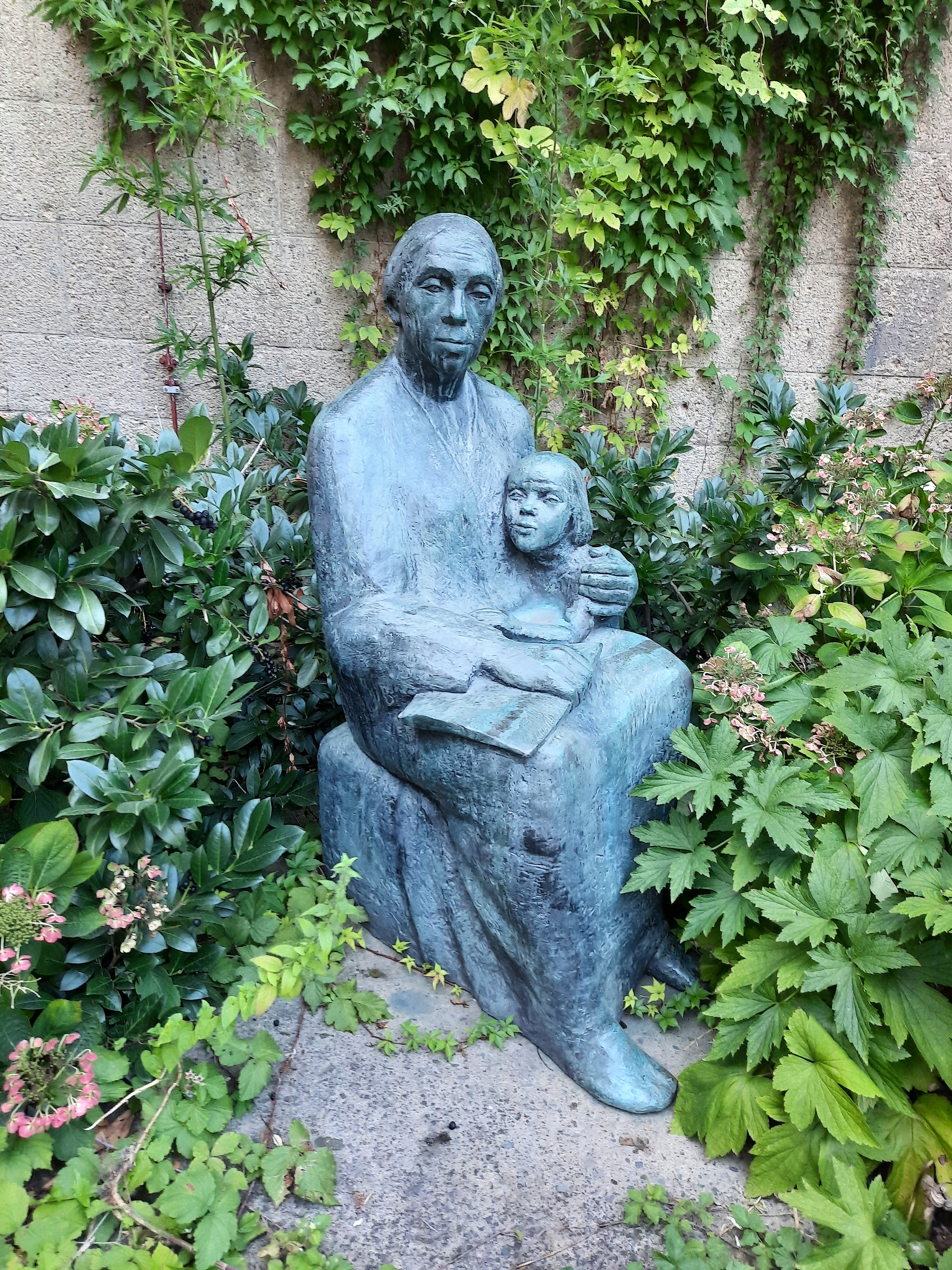
Bronzeplastik der Käthe Kollwitz von Rolf Winkler

Im Herbst 1990 wurde Jutta Grüschow vom Kollegium zur neuen Schulleiterin gewählt. Zu Beginn des Schuljahres 1991/92 zog die KKS aus ihrem Schulgebäude in der John-Schehr-Straße in die Dunckerstraße 65/66. Durch die Neugestaltung des Schulsystems nach der Wiedervereinigung verlor die Schule ihren Namen und hieß nur noch 3. Gymnasium Prenzlauer Berg. Sie bemühte sich jedoch erfolgreich um ihren alten Namen. Seit dem 18. Juni 1993 steht am Schulgebäude wieder der Name der Künstlerin. Drei Tage später folgte dem Namen auch die Kollwitz-Plastik. Unter Leitung von Jutta Grüschow entstand in der ebenfalls von Ludwig Hoffmann entworfenen und 1898 bis 1900 erbauten Schule ein modernes Gymnasium mit einem mathematisch-naturwissenschaftlichen und informationstechnischen Profil. Lehrer und Schüler lernten, gemeinsam die neue Schule zu gestalten. In den Jahren 2000 bis 2009 wurden 5. Klassen als sogenannte Schnellläufer aufgenommen.
Im Schuljahr 2006/2007 wurde das Gymnasium zu einer MINT–Schule umgestaltet. Sie wurde in das Berliner Netzwerk der mathematisch-naturwissenschaftlich profilierten Schulen aufgenommen und ist seit dem 14. September 2012 Mitglied des Vereins der MINT–Excellence-Center-Schulen. Seit dem Schuljahr 2010 werden Schüler ab Klasse 5 im mathematisch-naturwissenschaftlichen Profil zum Abitur geführt.
Im Jahr 2013 wurde das Gymnasium von Käthe-Kollwitz-Oberschule in Käthe-Kollwitz-Gymnasium umbenannt. Seit 2015 trägt es das Gütesiegel „Deutsche Schachschule“ der Deutschen Schachjugend. Schach ist ein verpflichtendes Unterrichtsfach für die Klassenstufen 5 und 6 und wird darüber hinaus als Oberstufenkurs angeboten. Die Schule gewann mehrfach in verschiedenen Altersklassen die Berliner sowie die Deutsche Schulschachmeisterschaft.

## Schulgebäude

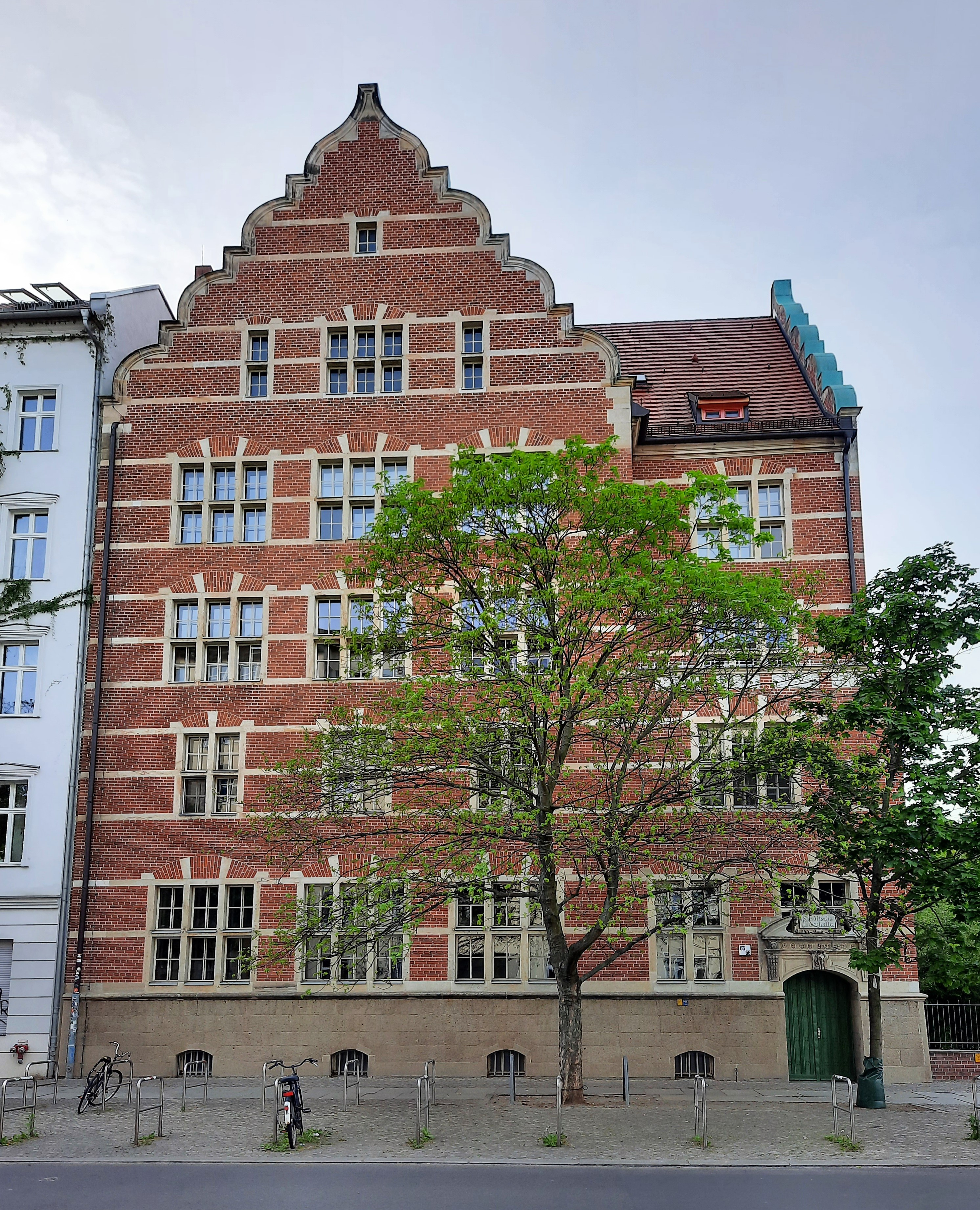
Ehemaliges Rektorenwohnhaus (heutiges Vorderhaus der Schule)

Das Gebäude in der Dunckerstraße 65/66 wurde 1899/1900 nach einem Entwurf von Ludwig Hoffmann, auf einem schmalen Restgrundstück entlang der S-Bahn-Trasse des Nordrings gebaut. Das Ensemble besteht aus der ehemaligen Gemeindeschule für Knaben, mit der Hauptfassade parallel zur Bahntrasse, und dem ehemaligen Rektorenwohnhaus an der Straßenfront, in dem sich ursprünglich auch eine Volkslesehalle befand. Die ehemaligen Städtischen Volkslesehallen, vielfach wie hier mit den Rektorenwohnhäusern der Schule verbunden, hatten um die Jahrhundertwende große Bedeutung für die bevölkerungsreichen Stadtteile. Sie „wurden jährlich durchschnittlich von 121.000 Personen besucht, die ihre Bildung zu vervollständigen strebten“.
Die historisierende Gebäudegruppe in Renaissanceformen ist mit hohen Satteldächern ausgestattet, die mehrteiligen sandstein-gerahmten Rechteckfenster werden durch Sandsteinbänder horizontal zusammengefasst. Das langgestreckte Schulgebäude hat einen L-förmigem Grundriss. Die Hauptfassade ist mit einem risalitartig vorgezogenen Mittelbau versehen. Dort, wie an den Gebäudeecken im Westen, sind polygonale überkuppelte Erker angebracht. Im Osten befindet sich ein quadratischer Turm mit einem achteckigen Uhrengeschoss und einer geschwungenen Haube mit doppelter Laterne. Die Dächer des östlichen Teiles und des kurzen Seitenflügels wurden nach Kriegsschäden mit einer niedrigeren Dachneigung wieder hergestellt. Das Gebäude ist ein gelistetes Baudenkmal.
Das ehemalige Rektorenwohnhaus bzw. die Volkslesehalle ist in ähnlichen Formen gestaltet. Die Renaissancegiebel sind sandsteingefasst.
Seit 1992 wurde rekonstruiert und umgebaut. Es entstanden neue Fachunterrichtsräume, eine rekonstruierte Aula, zwei neu gestaltete Höfe und ein Kunstatelier. Die ehemalige Lesehalle wurde rekonstruiert und wird als Schulbibliothek genutzt. 2013 wurde auf dem Hinterhof ein Fußballplatz gebaut.

## Sonstiges
Die Schule nimmt am Berliner Programm zur vertieften Berufsorientierung (BvBO) teil und bietet ihren Schülern eine Unterstützung bei der Berufsorientierung und Berufswahlentscheidung.
2016 besuchte der Rapper Alligatoah die Schule und hielt dort mit der Jugendzeitschrift SPIESSER eine Vertretungsstunde in einer damaligen 10. Klasse im Fach Deutsch.
Seit 2018 ist die Schule Teil des durch das Bundesministerium für Bildung und Forschung durchgeführten Programms Leistung macht Schule, in dem besonders leistungsfähige Schüler früh erkannt und gefördert werden sollen.
Im Jahr 2020 bewarb sich die Schule erfolgreich für das Programm „Wir stärken Mädchen“ von der Deutschen Kinder- und Jugendstiftung und der Stiftung „RTL – Wir helfen Kindern“. Am 25. August 2021 besuchte die Fernsehmoderatorin Barbara Schöneberger im Rahmen des Projektes als Projektpatin das Käthe-Kollwitz-Gymnasium.
Seit dem 29. Oktober 2021 trägt die Schule den Titel „Schule ohne Rassismus - Schule mit Courage“.
Seit dem Schuljahr 2021/22 nimmt die Schule am Schulversuch Hybride Formen des Lehrens und Lernens teil.
Am 14. Mai 2024 besuchte Bundesminister Karl Lauterbach im Rahmen der Aufklärungskampagne "Cannabis: legal, aber..." die Schule und diskutierte mit deren Schülern über die Legalisierung von Cannabis.
Am 12. Juni 2024 fand an der Schule die Eröffnung des Anne Frank Tags statt, bei der die Holocaustüberlebende Ruth Winkelmann mit den Schülern über ihre Biografie und die Bedeutung der Weitergabe von Erinnerung sprach.